# Austre Skorvebreen
Der Austre Skorvebreen (norwegisch für Östlicher Hanggletscher) ist ein breiter Gletscher im ostantarktischen Königin-Maud-Land. Im Mühlig-Hofmann-Gebirge fließt er östlich des Kopfendes des Vestre Skorvebreen in nördlicher Richtung entlang der Ostflanke des Bergs Breplogen.
Norwegische Kartografen nahmen die Benennung vor und kartierten ihn anhand von Vermessungen und Luftaufnahmen der Dritten Norwegischen Antarktisexpedition (1956–1960).